# Wolfram Benda

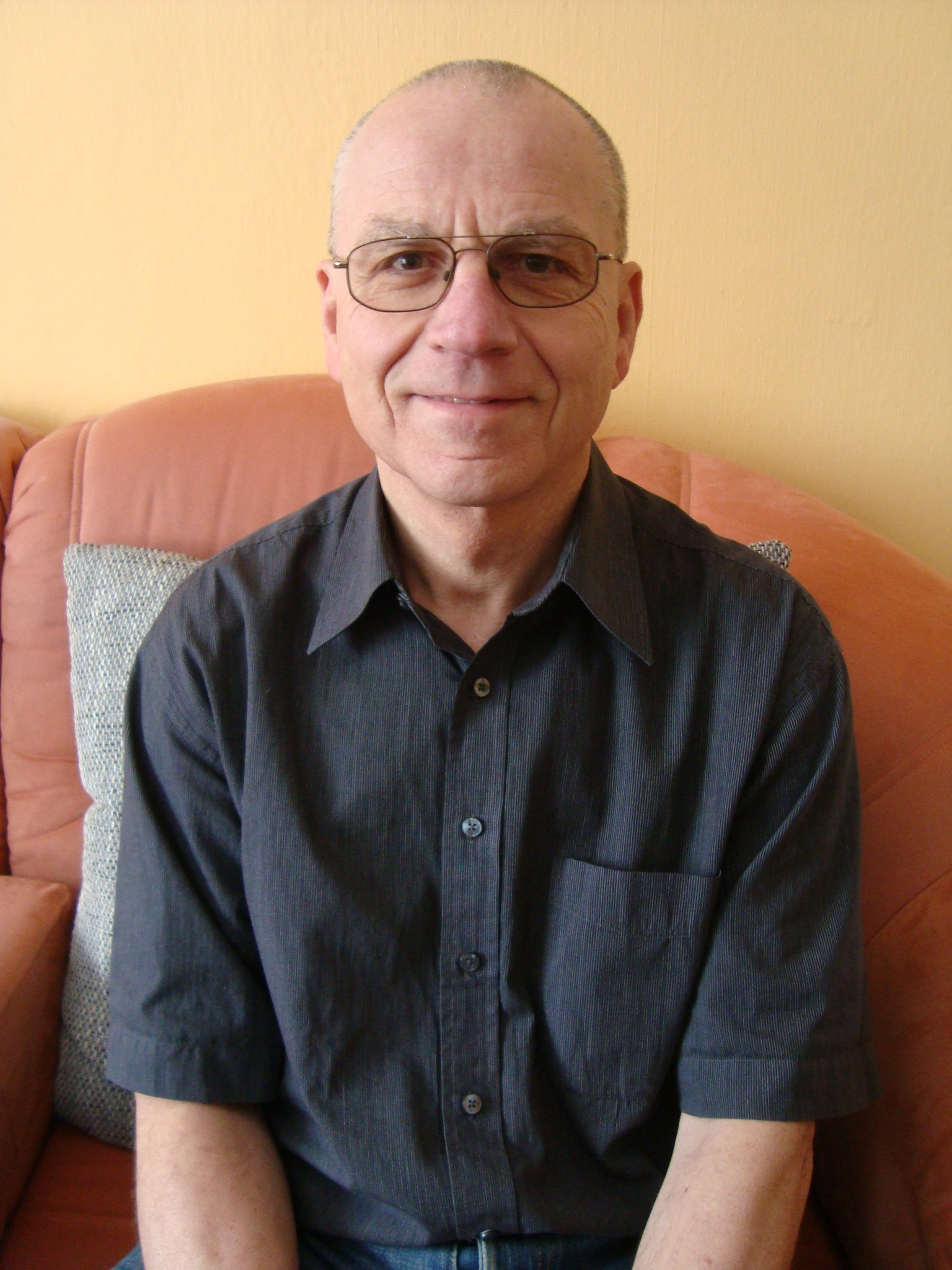

Wolfram Benda (* 17. September 1953 in Bayreuth) ist ein deutscher Literaturwissenschaftler, Übersetzer, Buchgestalter und Verleger. Er ist Herausgeber einer großen philosophischen Gesamtausgabe (Anthony Ashley Cooper, 3. Earl of Shaftesbury). Viele der von ihm publizierten Texte sind Erstdrucke der Weltliteratur oder Erstübersetzungen ins Deutsche.

## Leben
Seine Schulzeit verbrachte Wolfram Benda in Bayreuth und München. Von 1973 bis 1982 studierte er englische, amerikanische und deutsche Literaturwissenschaft und Philosophie in Erlangen, Freiburg/Breisgau und Amherst/Massachusetts. 1982 wurde er mit einer Dissertation über den englischen Philosophen Anthony Ashley Cooper, 3. Earl of Shaftesbury  an der Universität Erlangen-Nürnberg promoviert. Seit 1982 ist er am Institut für Anglistik und Amerikanistik der Friedrich-Alexander-Universität Erlangen-Nürnberg tätig.

## Leistungen
Benda ist ein international anerkannter Spezialist für das Werk von Anthony Ashley Cooper, 3. Earl of Shaftesbury, dessen Werke und Briefe er seit 1979 im Verlag frommann-holzboog zusammen mit Kollegen herausgibt.
Diese erste historisch-kritische Ausgabe der Werke und Briefe des englischen Frühaufklärers, die von 1982 bis 2012 von der Deutschen Forschungsgemeinschaft (DFG) gefördert wurde, bietet zum ersten Mal alle von Shaftesbury selbst in Druck gegebenen Schriften, zudem alle posthum erschienenen Werke, die Schriften aus dem reichen unveröffentlichten Nachlass, sämtliche erhaltenen Briefe sowie einen ausführlichen Kommentar in englischer Sprache. Als Freund und Gesprächspartner von Locke, Bayle, Le Clerc, Leibniz und Toland zählte Shaftesbury (1671–1713) zur intellektuellen Avantgarde seiner Zeit. Seine Schriften, die im 18. Jahrhundert zahlreiche Auflagen und Übersetzungen erlebten, wurden europaweit produktiv rezipiert: in Großbritannien u. a. von Mandeville, Hutcheson, Berkeley, Butler, Harris und Hume; in Deutschland von Leibniz, Oetinger, Hamann, Mendelssohn, Lessing, Wieland, Kant, Merck, Herder und Goethe; in Frankreich von Voltaire, Diderot, der Shaftesburys Inquiry concerning Virtue (Genf 1745) ins Französische übersetzte, und Rousseau. Die Standard Edition soll neues Material für die Erforschung der europäischen Philosophie und Literatur des 18. Jahrhunderts liefern und durch die Veröffentlichung von bislang unbekannten Texten und Briefen die Fundierung von Shaftesburys Denken in antiken, vor allem stoischen, Traditionen sichtbar machen.
Bereits während seines Studiums gründete Benda 1979 in Bayreuth die Privatpresse The Bear Press, in der Texte der Weltliteratur als bibliophile Ausgaben in limitierten Auflagen veröffentlicht werden. Besonderes Interesse gilt dabei verschollenen oder unveröffentlichten Texten, die in sorgfältig edierten und – falls keine klassische Übersetzung wie von Wieland oder Luther vorliegt – eigens angefertigten Übersetzungen erscheinen und mit eigens geschriebenen Nachworten renommierter Autoren oder Literaturwissenschaftler (u. a. Friedrich Georg Jünger, Günter Kunert, Eberhard Schlotter und Urs Widmer; Karl Bertau, Detlef Haberland, Niklas Holzberg, Norbert Miller, Ulrich Schödlbauer und Kurt Wölfel). Alle Editionen werden weitgehend in Handarbeit (Satz, Druck, Papier, Bindung) hergestellt und mit eigens geschaffenen Originalgraphiken zeitgenössischer Künstler illustriert (Radierung, Kupferstich, Holzstich, Holzschnitt, Farbholzschnitt, Holzriss, Lithographie, Schablithographie). Zu diesen zählen u. a. Klaus Böttger, Uwe Bremer, Fritz Eichenberg, Klaus Ensikat, Rolf Escher, Esteban Fekete, Hans Fronius, Gottfried Helnwein, Karl-Georg Hirsch, Stephan Klenner-Otto, Peter Klitsch, Stefan Knechtel, Paul Mersmann der Jüngere, Rolf Münzner, Caspar Walter Rauh, Karl Rössing, Eberhard Schlotter, Hubert Sommerauer, Hanns Studer, Jan Peter Tripp, Werner Wittig und Jürgen Wölbing.
Ankäufe erfolgten von öffentlichen und privaten Sammlungen im In- und Ausland. Seine Drucke wurden in verschiedenen Ausstellungen gezeigt, u. a. in Bayreuth (Stadtbücherei), Bamberg (Staatsbibliothek), Emden (Johannes a Lasco-Bibliothek), Essen (Folkwang-Museum), Essenheim (Kunstverein), Düsseldorf (Heinrich-Heine-Institut), Frankfurt/M. (Büchergilde Gutenberg; manufactum), Hof (Kunstverein), Leipzig (Haus des Buches), München (Handwerkskammer), Münster (Picasso-Museum) und Zürich. Er erhielt mehrere Auszeichnungen, u. a. den Österreichischen Staatspreis. Mehrere Verlage erstellten komplette Nachdrucke seiner Bücher. Darunter unter anderem die Verlage Artemis & Winkler, dtv und Otto Müller.
Viele der von ihm publizierten Texte sind Erstdrucke der deutschen wie der Weltliteratur. Deutsche Autoren sind hier u. a. H. C. Artmann, Albert Ehrenstein, Wolfgang Hildesheimer, Jean Paul, Ernst und Friedrich Georg Jünger, Paul Mersmann der Jüngere, Wolf von Niebelschütz, Friedrich Rückert und Ror Wolf, während international Namen wie William Beckford, Sir Thomas Browne, Gerard Manley Hopkins, John Keats, Fitz Hugh Ludlow, Charles Robert Maturin, Salvator Rosa, und Lord Shaftesbury zu nennen sind.

## Publikationen

### Herausgeberschaft
- Anthony Ashley Cooper, Third Earl of Shaftesbury, Standard Edition. Complete Works, Correspondence and Posthumous Writings. Edited with German Translations and a Commentary by Wolfram Benda, Christine Jackson-Holzberg, Patrick Müller, and Friedrich A. Uehlein. Advising Co-Editors: Rudolf Freiburg, Karl-Josef Höltgen, and Erwin Wolff. Stuttgart-Bad Cannstatt: Frommann-Holzboog, 1981–2017.
- (mit Monika Schmitz-Emans): Jean Paul und die Bilder. Bildkünstlerische Auseinandersetzungen mit seinem Werk: 1783–2013. Würzburg, 2013.
- Traumbilder – Bilderträume. Alfred Kubin. Caspar Walter Rauh. Stephan Klenner-Otto. Drei Generationen phantastischer Kunst. Hannover, 2009.
- Günter Kunert. Aus meinem Schattenreich. Gedichte. München, 2018.
- Jean Paul, Hugo von Hofmannsthal, Ernst Jünger, Friedrich Georg Jünger, Wolfgang Hildesheimer, Wolf von Niebelschütz, H. C. Artmann, Günter Eich, Ror Wolf, Hanns Heinz Ewers, Caspar Walter Rauh, Christoph Martin Wieland – Alfred de Musset, Omar Chajjam, Salvator Rosa.

### Übersetzungen (Auswahl)
Englisch
- Oscar Wilde, The Happy Prince;
- Robert Louis Stevenson, Strange Case of Dr. Jekyll and Mr. Hyde;
- Robert Louis Stevenson, Markheim;
- William Beckford, Vathek;
- William Beckford, Venice;
- Edgar Allan Poe, Shadow;
- Sir Thomas Browne, On Dreams;
- Joseph Conrad, Youth.
- Verschiedene Texte von Aubrey Beardsley, Sir Thomas Browne, Thomas de Quincey, John Keats, Charles Dickens, William Beckford, Joseph Conrad, Hugh Ludlow, Edgar Allan Poe und H.P. Lovecraft.

Französisch
- Honoré de Balzac, Le Chef d´Oeuvre Inconnu;
- LaRochefoucauld, Maximes;
- Gustave Flaubert, Bibliomanie;
- Abbé Galiani, Dialogue sur les Femmes;
- Gérard de Nerval, Constantinople.
- sowie Texte von Paul Valéry, Charles Baudelaire, Victor Hugo, Joris-Karl Huysmans, Carlo Goldoni, Marcel Schwob und Jean de Lafontaine.